# Reinhard Piper
Pour les articles homonymes, voir Piper.
Reinhard Maria Wilhelm Ludwig Piper est un éditeur allemand né le 31 octobre 1879 à Penzlin et mort le 18 octobre 1953 à Munich. Il est le fondateur en 1904 de la maison d'édition munichoise R. Piper & Co. (de)

## Biographie
Reinhard Piper est le fils d'Otto Piper (de). En 1889, sa famille s'installe à Constance, avant de déménager à Munich en 1893. De 1895 à 1901, il se forme au métier de libraire dans différentes librairies à Munich puis à Berlin. En 1900, il fait la rencontre du sculpteur et écrivain Ernst Barlach, avec qui il entretient une longue relation d'amitié. De 1902 à 1903, il travaille pour la librairie Köhler à Dresde, et publie son Dafnis d'Arno Holz, son premier livre. Le 19 mai 1904, il fonde la maison d'édition R. Piper & Co. (de) à Munich avec Georg Müller. Il y publie entre autres les œuvres complètes de Dostoïevski ainsi que de nombreux ouvrages sur l'art, de la plume d'auteurs comme Wilhelm Worringer ou Julius Meier-Graefe.
Après s'être séparé de sa première épouse, Piper se marie en 1910 avec la peintre Gertrud Engling, avec qui il a trois enfants. En 1912, il fait la rencontre de Max Beckmann, auquel il apporta son soutien. Piper était en rapport étroit avec les artistes expressionnistes du groupe du Cavalier bleu comme Franz Marc et Wassily Kandinsky. Il joua un rôle déterminant dans la publication de l'almanach du Cavalier bleu en 1912. Piper s'engage également dans la reproduction et la diffusion d'œuvres d'art de maîtres modernes et anciens, notamment à travers la Société Marées, une société d'édition de facsimilés qu'il dirige avec Meier-Graefe dans l'entre-deux-guerres, puis avec sa série des Piper-Drucke, qui proposaient des reproductions de peintures à bas prix.
Piper meurt des suites d'un accident vasculaire cérébral en 1953. 
Son fonds d'archive se trouve au Deutsches Literaturarchiv de Marbach-am-Neckar, en Allemagne.

## Publications
- Das Tier in der Kunst, Piper, Munich, 1910
- Das Liebespaar in der Kunst, Piper, Munich, 1916
- Die schöne Frau in der Kunst, Piper, Munich, 1923
- Vormittag. Erinnerungen eines Verlegers, Piper, Munich, 1947.
- Nachmittag. Erinnerungen eines Verlegers, Piper, Munich, 1950.
- Abendrot. 45 unveröffentlichte Zeichnungen mit einer kleinen Plauderei über sich selbst (zu Alfred Kubin), Piper, Munich, 1952

## Édition de correspondances
- Reinhard Piper, Briefwechsel mit Autoren und Künstlern 1903–1953, Piper, Munich, 1979,  (ISBN 3-492-02455-6).
- Max Beckmann, Briefe an Reinhard Piper, Kulturstiftung der Länder/Hypo-Kulturstiftung, Munich, 1994.
- Alfred Kubin / Reinhard Piper. Briefwechsel 1907–1953, Herausgegeben im Auftrag des Literaturarchivs der Österreichischen Nationalbibliothek und Agnes Essl als Stifterin von Marcel Illetschko und Michaela Hirsch. Mit 123 Zeichnungen von Alfred Kubin und einer Zeichnung von Reinhard Piper, Piper Verlag, Munich/Zurich, 2010,  (ISBN 978-3-492-05403-4).